# Hasso Hofmann
Pour les articles homonymes, voir Hofmann.
Hasso Heiner Hermann Hofmann, né le 4 août 1934 à Wurtzbourg et mort le 21 janvier 2021, est un philosophe du droit allemand.

## Biographie
Hofmann fait des études de philosophie et de droit à Heidelberg, Munich et Erlangen avec comme professeurs Karl Löwith, Hans-Georg Gadamer, Wolfgang Kunkel ou Ernst Forsthoff. Sa thèse sous la direction d'Alfred Voigt a pour sujet Carl Schmitt et son évolution. À certains points, il reprend des pensées de Karl Löwith avant son exil.
En 1970, Hofmann obtient son habilitation universitaire à la faculté de droit d'Erlangen avec une étude sur l'histoire du mot et du concept de "représentation". De 1976 jusqu'à sa nomination à l'université Humboldt de Berlin en 1992, il enseigne à Wurtzbourg. En 1989-1990, il est chercheur au Collège scientifique de Berlin.
Il se fait connaître du grand public quand il décrit dans les années 1980 la dimension constitutionnelle de l'énergie nucléaire (notamment les questions juridiques des déchets nucléaires).

## Source
- (de) Cet article est partiellement ou en totalité issu de l’article de Wikipédia en allemand intitulé « Hasso Hofmann » (voir la liste des auteurs).